# Francesco Coco (domare)
Francesco Coco, född 12 december 1908 i Terralba, död 8 juni 1976 i Genua, var en italiensk domare. Han blev känd i samband med Röda brigadernas kidnappning av domaren Mario Sossi i april 1974. Röda brigaderna krävde att åtta fängslade brigadister skulle släppas för att frige Sossi, men Coco, som då var riksåklagare, vägrade att underteckna frigivningsbeslutet, när Sossi hade frigivits.
Som hämnd planerade Röda brigaderna med Mario Moretti i spetsen att mörda Coco. I juni 1976 mördades Coco tillsammans med sina livvakter Giovanni Saponara (42) och Antioco Deiana (40), när han färdades i bil i centrala Genua.